# ジョシュ・サージェント
ジョシュ・サージェント（Josh Sargent）こと、ジョシュア・トーマス・サージェント（Joshua Thomas Sargent  ,  2000年2月20日 - )は、アメリカ合衆国・ミズーリ州オファロン出身のプロサッカー選手。プレミアリーグ・ノリッジ・シティFC所属。ポジションはFW。アメリカ代表。

## 経歴

### クラブ
8歳の時にサッカーを始め、地元ミズーリ州のセントドミニク高校時代にU-17のアメリカ代表に招集。ユース代表でゴールを量産するなど注目を集める。2016年にスポルティング・カンザスシティの練習に参加するなどした後、フロリダ州ブレイデントンにあるIMGアカデミーに入所。PSVアイントホーフェンやシャルケ04などの練習に招待されるなど、注目された。
2017年9月20日、ヴェルダー・ブレーメンのユースチームに入団。翌2018年1月18日に、正式にブレーメンとプロ契約を締結。翌月二軍戦でプロデビュー。2018-19シーズンにトップチームとの二種登録。12月7日のフォルトゥナ・デュッセルドルフ戦で、後半31分からミロト・ラシツァとの交代出場でトップチームデビュー。更に僅か2分後にプロ初ゴールを決めるという離れ業を達成。2019年2月27日には、ブレーメンと大型契約を締結した。
2020-21シーズン、ブレーメンはブンデスリーガ17位に終わり2部に降格。2021年8月9日、4年契約でノリッジ・シティFCに移籍。移籍金の額は非公開だがSky Sportsによれば推定で800万ポンドとされている。

### 代表
2015年からU-17のアメリカ代表に招集されていたサージェントだったが、2017年に飛び級でU-20代表に選ばれ、5月に韓国で開催された2017 FIFA U-20ワールドカップに出場。更に10月にインドで開催された2017 FIFA U-17ワールドカップにも出演した。
2018年には、18歳で早くもフル代表に招集。5月29日ボリビアとの代表デビュー戦で、いきなり代表初ゴールも決めた。

## 代表歴

### 出場大会
- アメリカ代表
  - 2022 FIFAワールドカップ

### 試合数
- 国際Aマッチ 27試合 5得点（2018年-）[9]

| アメリカ代表 | 国際Aマッチ | 国際Aマッチ |
| 年           | 出場        | 得点        |
| ------------ | ----------- | ----------- |
| 2018         | 6           | 2           |
| 2019         | 6           | 3           |
| 2020         | 0           | 0           |
| 2021         | 7           | 0           |
| 2022         | 4           | 0           |
| 2023         | 0           | 0           |
| 2024         | 4           | 0           |
| 通算         | 27          | 5           |